# Justin Wolf
Justin Wolf (Dortmund, 15 de octubre de 1992) es un deportista alemán que compite en ciclismo en la modalidad de ruta.
Ganó tres medallas en el Campeonato Europeo de Ciclismo en Ruta entre los años 2019 y 2021, en la prueba de contrarreloj por relevos mixtos.

## Medallero internacional
| Campeonato Europeo | Campeonato Europeo     | Campeonato Europeo | Campeonato Europeo              |
| Año                | Lugar                  | Medalla            | Competición                     |
| ------------------ | ---------------------- | ------------------ | ------------------------------- |
| 2019               | Alkmaar (Países Bajos) | Medalla de plata   | Contrarreloj por relevos mixtos |
| 2020               | Plouay (Francia)       | Medalla de oro     | Contrarreloj por relevos mixtos |
| 2021               | Trento (Italia)        | Medalla de plata   | Contrarreloj por relevos mixtos |

## Palmarés
2020
- 1 etapa del Tour de Rumania

2021
- 1 etapa del Tour de Mevlana
- 1 etapa de la Belgrado-Bania Luka
- 1 etapa del Tour de Bretaña

2023
- 1 etapa de la Kreiz Breizh Elites